# 游戏内摄影

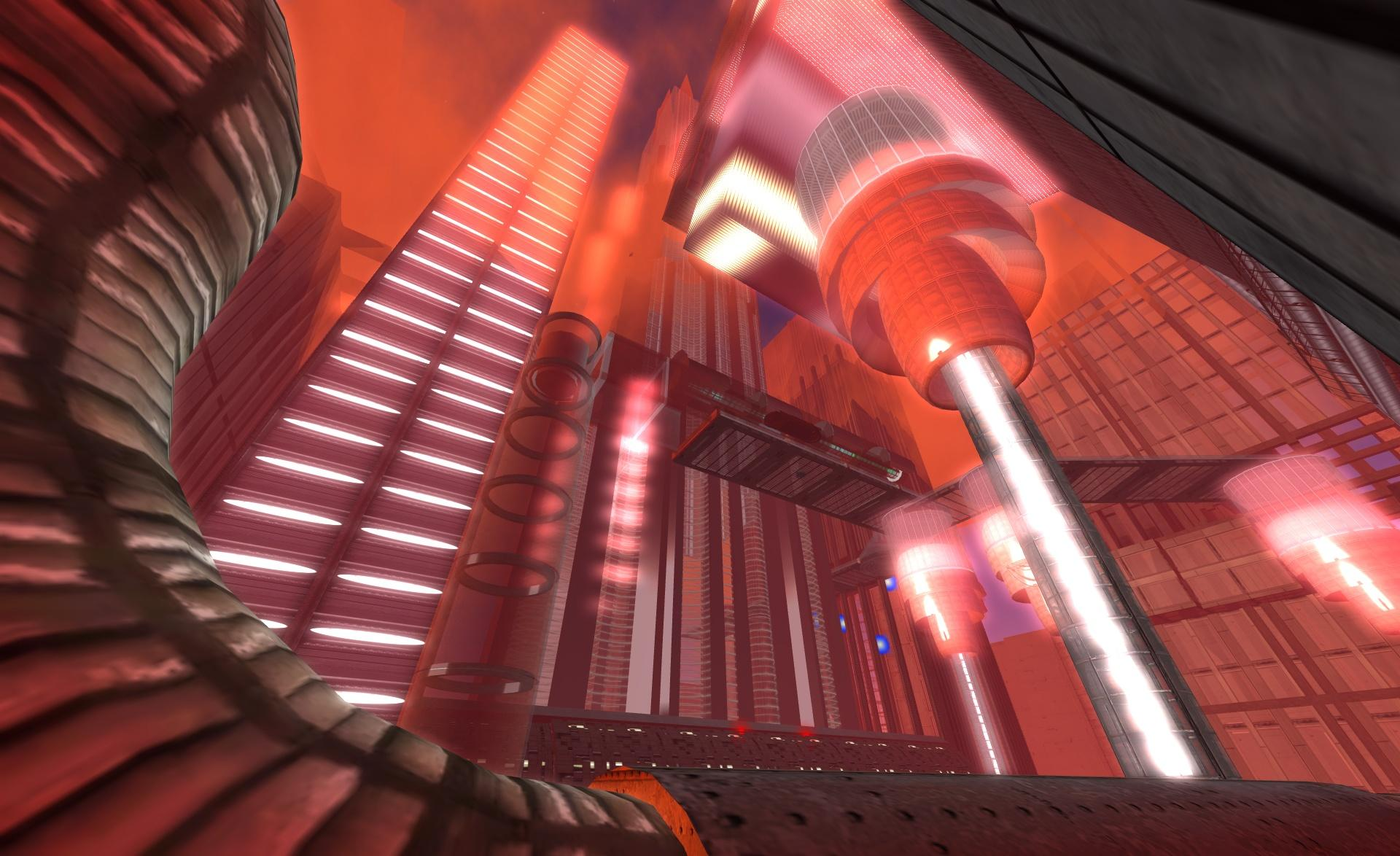
玩家在《第二人生》中拍摄的游戏地点“Hangars Liquides”

游戏内摄影（英語：In-game photography）也称截图艺术（screenshot art）、截图摄影（screenshot photography）和专业游戏摄影（professional gaming photography），是一种新媒体艺术形式，即为拍摄电子游戏中的世界。截图摄影已被世界各地的不少美术馆作为一种特色。这种艺术形式的有效性和合法性有时会被质疑，因为游戏摄影师拍摄的照片内容是由游戏设计师和艺术家创作的艺术品。大多数游戏摄影师与现实生活中的摄影师动机相同，愿景包括拍摄看上去有趣的图像、留下记忆，以及展示技术专长等。
最早的一件知名游戏摄影作品是由Eva和Franco Mattes拍摄的“Thirteen Most Beautiful Avatars”（十三个最美丽的化身），2006年拍摄于《第二人生》的虚拟世界。该作品展示了在虚拟艺术画廊中设置的第二人生头像的照片。
相比起在游戏中偶遇已创建的场景，而进行拍摄行为的被动，沙盒游戏则为玩家创造景观提供了可能性。例如我的世界，其创造模式允许玩家进行堆叠与创造，不少玩家选择协力在其中搭设建筑物，而摄影就是成果展现的直观方式；蓋瑞模組（Garry's Mod）来源于《半条命2》，使用Source引擎打造，玩家具有极高的自由度，并且可以针对场景进行特效处理，玩家"Vioxtar"即以此打造了诸多布景
，在玩家群体中有很高知名度。
2016年5月，NVIDIA推出了具备专业功能的游戏中屏幕捕获软件，ANSEL，使得普通人也能够实现专业游戏摄影师的艺术品质。该软件还包括与智能手机和Google Cardboard兼容的VR摄影功能。Ansel于2016年8月面向《巫师3：狂猎》发布。Playstation在2016年11月宣布为PS4的Firewatch提供自由漫游模式，供其控制台系统的爱好者使用。

## 虚拟现实旅游
游戏中摄影师有时被描述为虚拟游客，因为他们的重点是拍摄照片而非玩游戏。因为虚拟世界中也常有虚拟的旅游景点——如海滩和高尔夫球场，造访那里作为一种假期并不罕见。
二十一世纪第二个十年，新兴起了一个新的游戏类别名称，步行模拟（Walking Simulators），一开始具有讽刺意味，用于形容玩家在游戏场景中不停探索而目的不明，游戏感受相对无聊；这个品类名称却潜移默化地被玩家接受，并逐渐壮大，用于形容一些节奏轻松（往往没有传统游戏的敌人、得分和关卡概念）而场景具有观赏性的游戏。虽然并没有严格界定，但是诸如Dear Esther、Gone Home、万众狂欢、看火人（Firewatch）、弗吉尼亚（Virginia）往往被认为是这一类游戏的代表。这类游戏的玩家也通常会选择在游戏内摄影。